# Medal Wojskowy (Francja)
Medal Wojskowy (fr. Médaille militaire) – francuski medal wojskowy, trzecie w kolejności starszeństwa spośród wszystkich odznaczeń państwowych.

## Historia
Medal Wojskowy został ustanowiony 22 stycznia 1852 przez Ludwika Napoleona III Bonaparte dla wyróżnienia szeregowych i podoficerów, którzy odznaczyli się w walce aktami odwagi. Przyznawany był także za odniesienie ran. Było to pierwsze francuskie odznaczenie za zasługi przyznawane dla wojskowych poniżej stopni oficerskich. Medal przyznawany był także generałom i marszałkom, odznaczonym uprzednio Krzyżem Wielkim Legii Honorowej, za bezpośrednie dowodzenie w walce, a od I wojny światowej także za szczególne zasługi dla operacji wojskowych (m.in. otrzymali go Ferdinand Foch i Joseph Joffre). Aktualny statut Medalu Wojskowego pochodzi z 1962.
Medal mogły otrzymywać także miejscowości i sztandary jednostek, lecz były to rzadkie przypadki (ostatnio, w 1983 sztandar 3. kompanii 1 Pułku Strzelców Spadochronowych za działania w Bejrucie). Sporadycznie też medal nadawano osobom nie wojskowym oraz cudzoziemcom, m.in. otrzymali go John Pershing, Józef Piłsudski i Winston Churchill.
Było to pierwsze odznaczenie kraju sojuszniczego nadany polskim żołnierzom na Zachodzie w czasie II wojny światowej za pomoc przy ratowaniu rozbitków z krążownika minowego Pluton. Otrzymało go dwóch matów i marynarz okrętu ORP „Iskra”.
Pierwsze 48 medali zostało wręczonych 21 marca 1852. Medal Wojskowy nadano ponad 1 milionowi osób (stan na rok 2002), w tym ok. 230 tys. za pierwszą i ok. 300 tys. za drugą wojnę światową.

## Opis oznaki
Oznaka medalu początkowo nawiązywała do symboliki imperialnej: na awersie znajdował się profil Napoleona III otoczony jego imieniem – LOUIS-NAPOLEON („Ludwik Napolon”), a medalion był zawieszony na wstążce na zawieszce o formie cesarskiego orła, trzymającego dwie błyskawice.
Po 8 listopada 1870 znikła symbolika imperialna, zastąpiona przez republikańską stosowaną do dziś. Medal pozostał w formie srebrnego pozłacanego medalionu jednak w jego środku znalała się przedstawiona z profilu głowa Marianny - personifikacji Republiki Francuskiej. Medalion otoczono niebieskim emaliowanym kręgiem, na którym znajduje się napis: RÉPUBLIQUE FRANÇAISE („Republika Francuska”). U dołu między dwiema gwiazkami znalazła się data 1870, w 1951 w jej miejscu pojawiła się jedna gwiazdka, pozostałe dwie usnięto jednak zostały one przywrócone w 1958. Naokoło medalionu znajduje srebrny wieniec laurowy Medalion jest zawieszony na żółtej wstążce z zielonymi brzegami, za pośrednictwem przywieszki łączącej symbolikę różnych broni (zbroja, lufy armat, rapier, kotwica).
Wersja republikańska zachowała rewers wersji imperialnej – na złotym medalionie znajduje się napis: VALEUR / ET / DISCIPLINE („Męstwo i dyscyplina”).

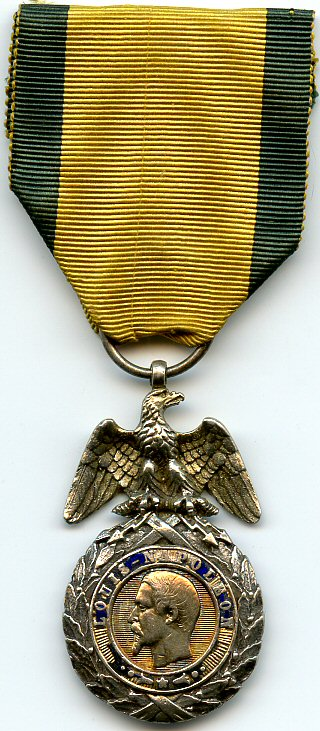
Wersja z lat 1852–1870 (II Cesarstwo)
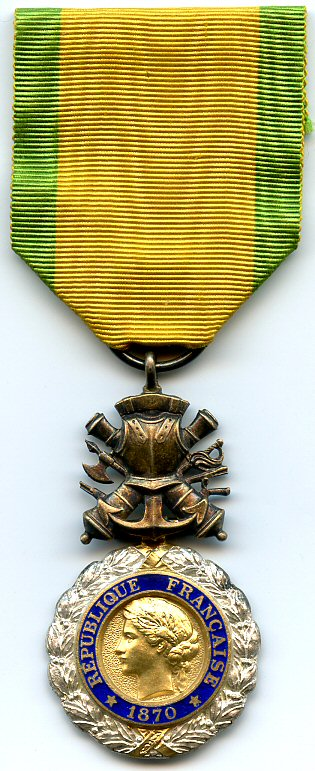
Wersja z lat 1870–1951 (III Republika, Wolna Francja, CFLN, Rząd Tymczasowy, IV Republika)
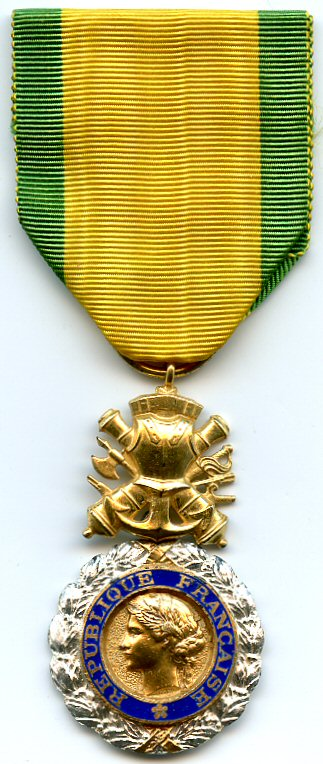
Wersja z lat 1951–1958 (IV Republika)
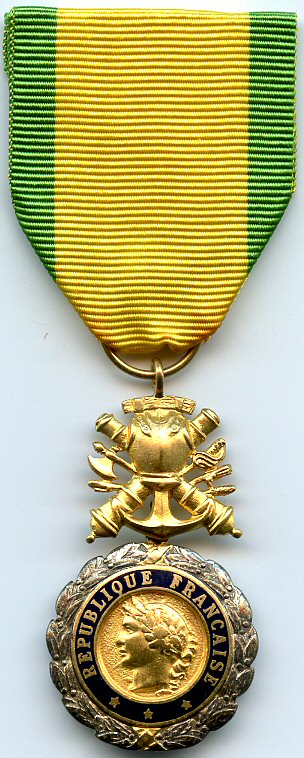
Wersja po 1958 (V Republika)